# Cle Elum Lake
Der Cle Elum Lake ist ein natürlicher See, der durch den Cle Elum Dam weiter aufgestaut wird. Der Erddamm wurde als Teil des Yakima-Projektes vom Bureau of Reclamation zur künstlichen Bewässerung von 1931 bis 1933 erbaut und liegt 13 km nordwestlich der Stadt Cle Elum. Der 50 m hohe Damm hat ein Volumen von über 1 Mio. m³. Der 19,4 km² große Stausee ist 13 km lang und hat ein Stauvolumen von 538 Mio. m³. Der See ist ein beliebtes Erholungsgebiet mit Campingplatz, Wassersport- und Angelmöglichkeiten.
Der See wird vom Cle Elum River durchflossen und hat ein Einzugsgebiet von 524 km².